# Asnæs (ort)
Asnæs är en ort på ön Själland i Danmark.   Den ligger i Odsherreds kommun och Region Själland, i den östra delen av landet, 70 km väster om Köpenhamn. Asnæs ligger 10 meter över havet och antalet invånare är 2 934. Närmaste större samhälle är Holbæk, 17 km sydost om Asnæs. Trakten runt Asnæs består till största delen av jordbruksmark.
Asnæs har en järnvägsstation på Odsherredsbanen mellan Holbæk och Nykøbing Sjælland.